# Battersea

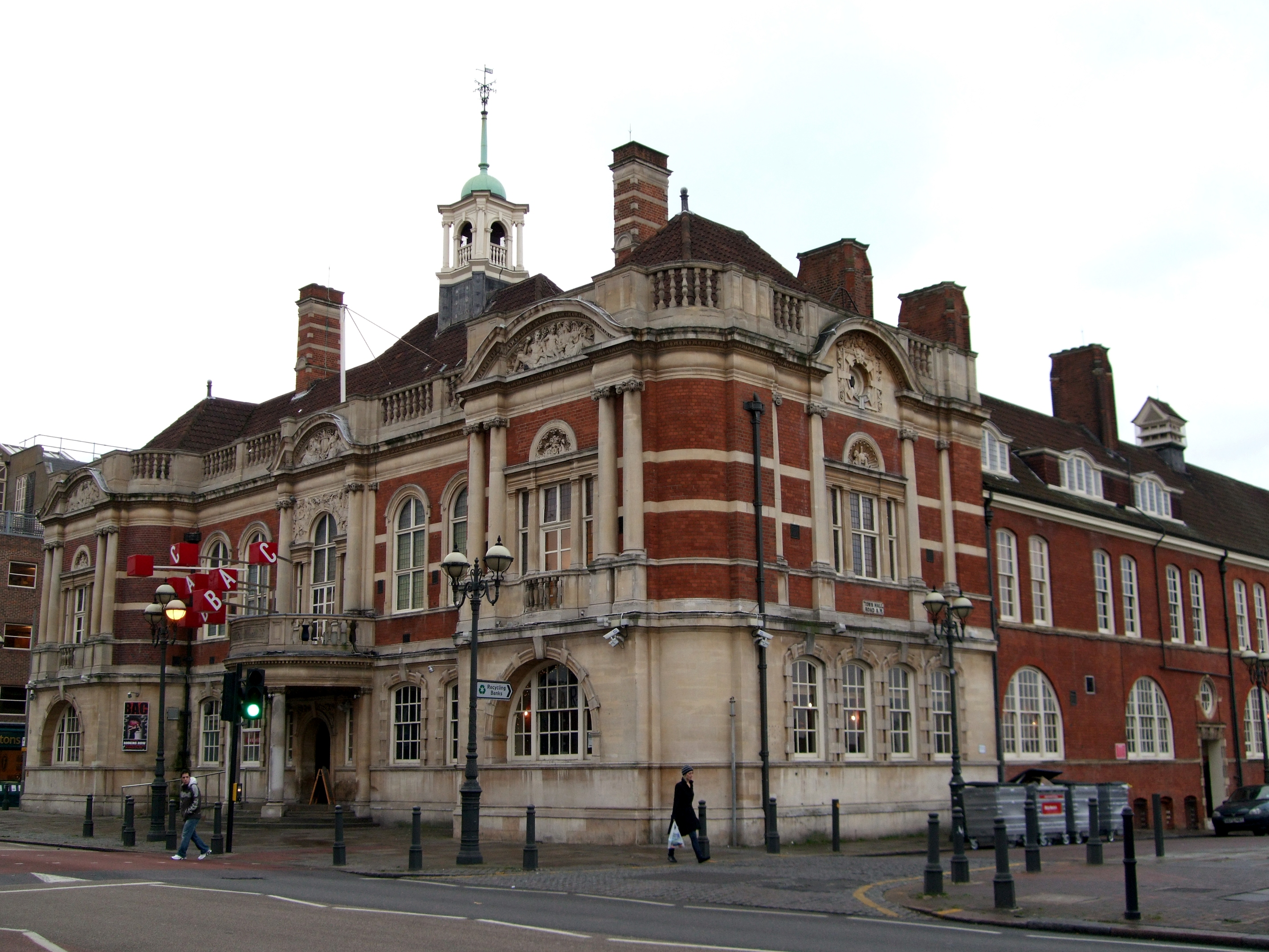
Battersea Town Hall uppförd 1893, numera konstmuseum.

Battersea är en stadsdel, så kallat district, i Londons innerstad beläget söder om Themsen och består främst av bostadsområden. 1899 bildades församlingen Battersea, som 1965 slogs ihop med angränsande församlingar till London Borough of Wandsworth. Battersea gränsar till Lambeth i öst, Camberwell och Streatham i söder och Wandsworth i väst.
I området finns grönområdet Battersea Park och i det angränsande (ofta inkluderat i Battersea) Nine Elms det gamla kraftverket Battersea Power Station som med sina fyra skorstenar utgör en välkänd siluett i London. Norra delarna av Battersea dominerades under 1900-talet av olika industrier, samt arbetarklassbostäder. Industrierna började dock läggas ner under 1970-talet. Under 2000-talet och framåt ändrar området karaktär, gamla fabriker har rivits och nya lägenheter byggs.
Den viktiga järnvägsstationen Clapham Junction är belägen i Battersea samt i närheten Battersea Park station, båda trafikeras av bl.a. London Overground. I stadsdelen finns även London Heliport, stadens enda helikopterflygplats.
Battersea är en brittisk enmansvalkrets. 1922 röstades kommunisten Shapurji Saklatvala in som parlamentsledamot för North Battersea. Han var en av ett fåtal medlemmar i Storbritanniens kommunistiska parti som haft en plats i brittiska parlamentet.

## Galleri

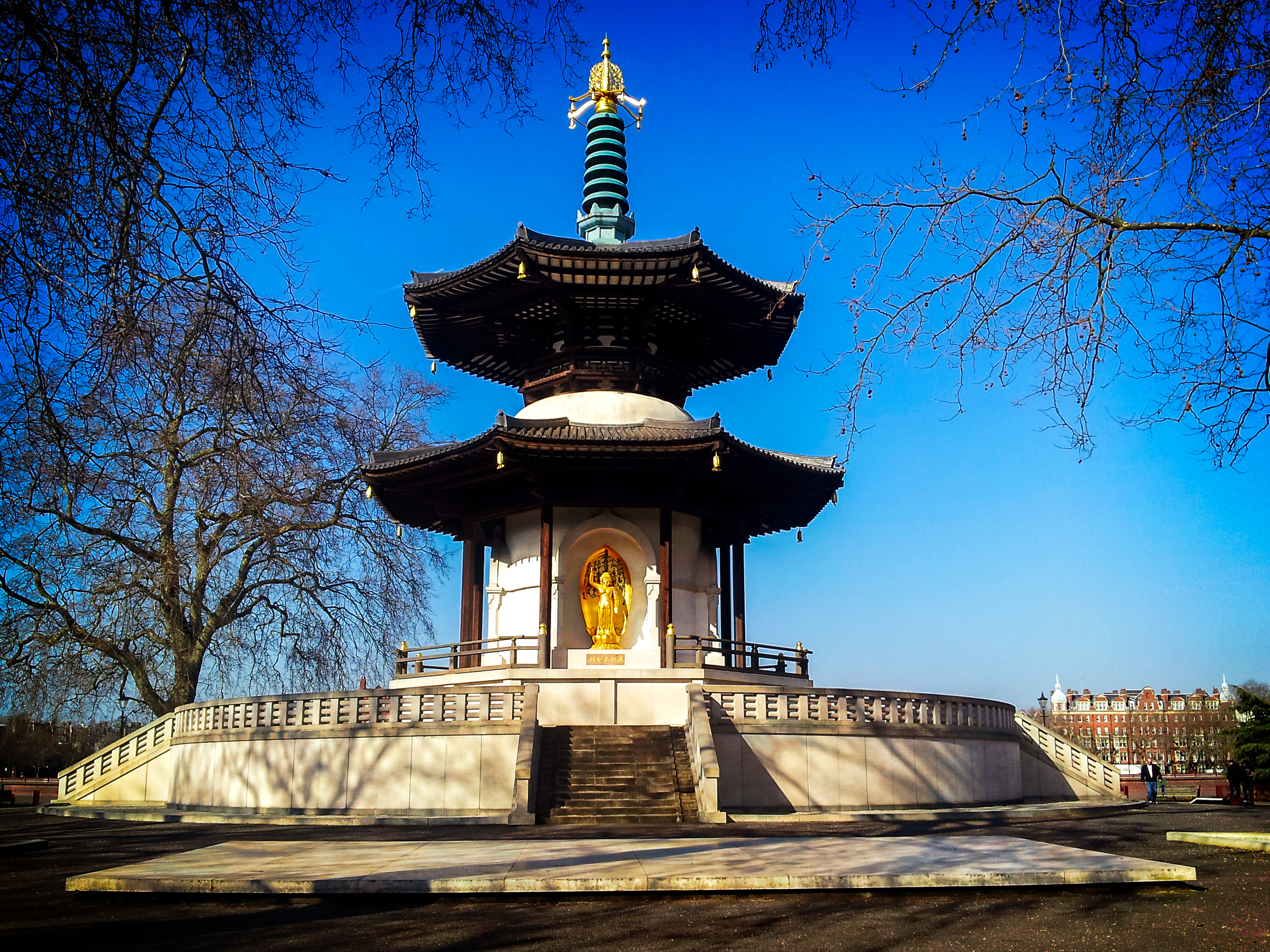
Fredspagoda, Battersea Park.
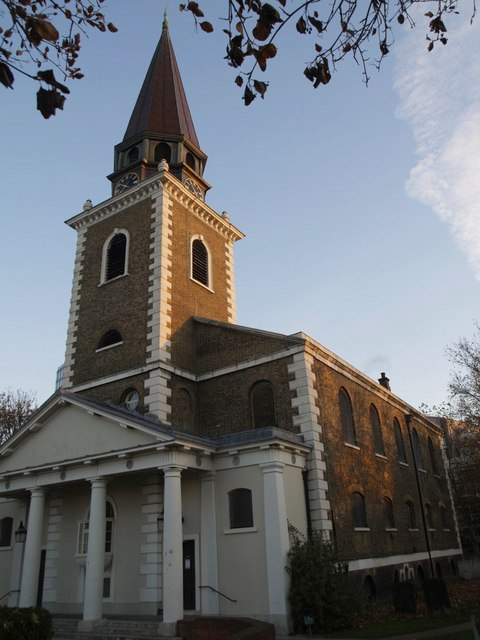
St. Mary's Church.
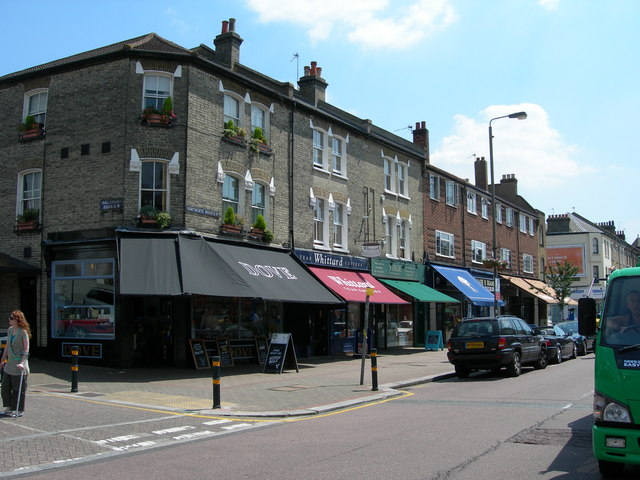
Northcote Road, affärsstråk.
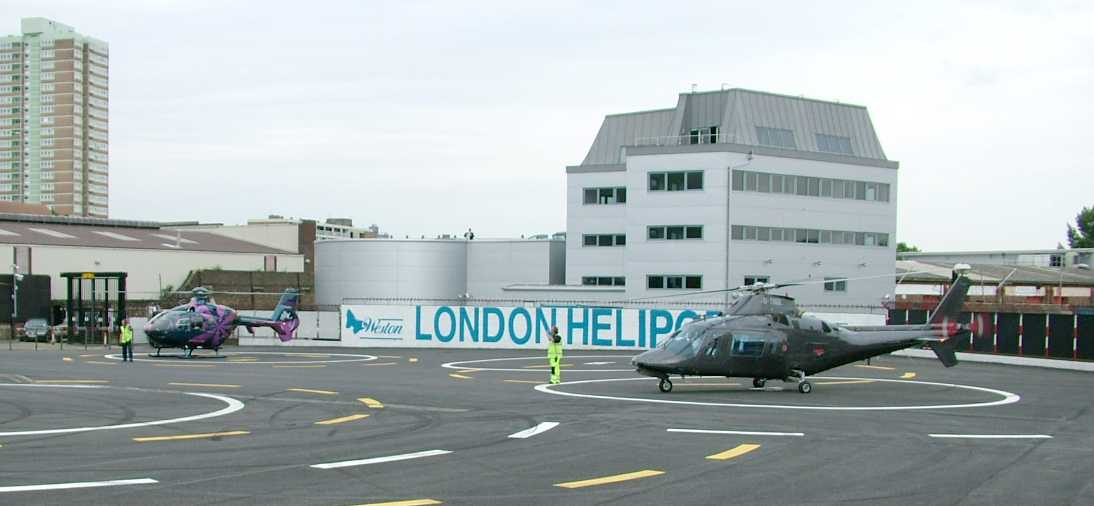
London Heliport.
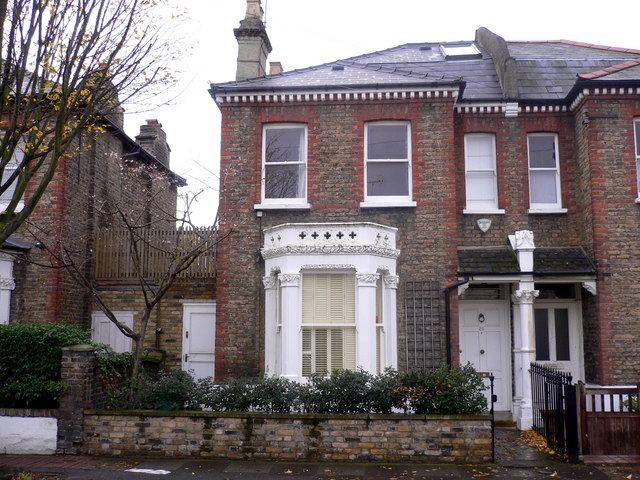
Edna Street.
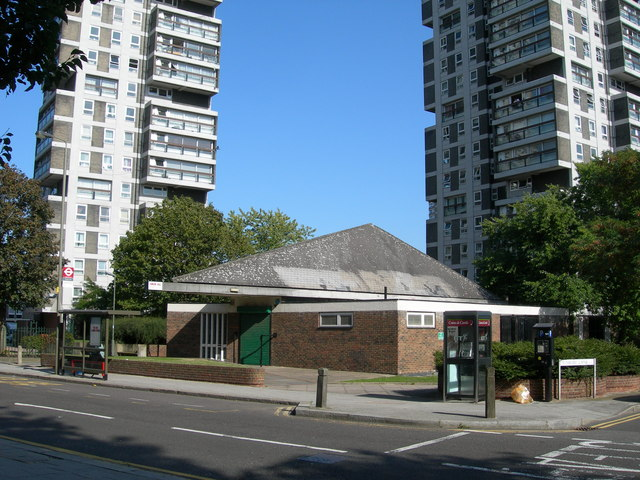
Somerset Estate.
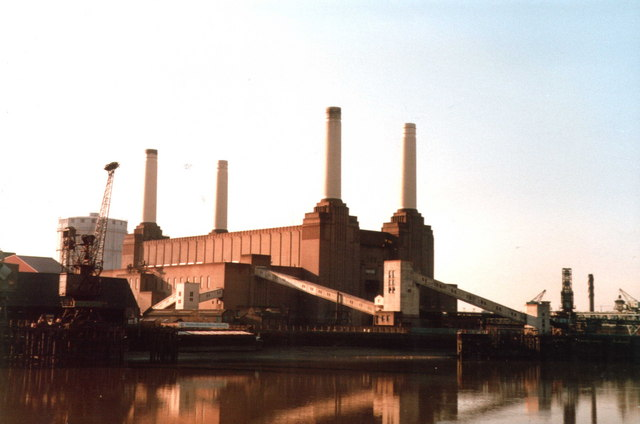
Battersea Power Station, 1986.
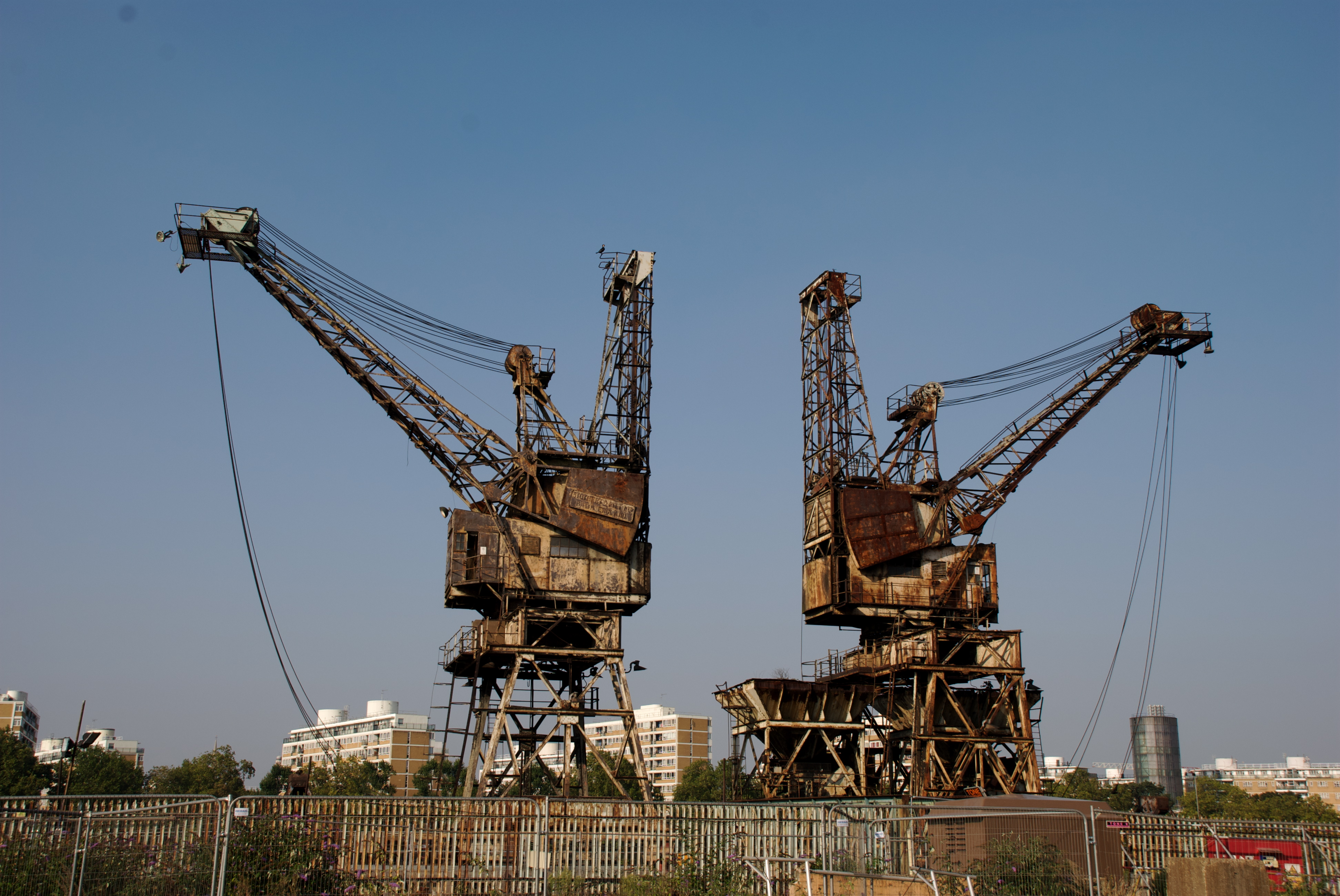
Kolkranar vid Battersea Power Station.